# Teodicea

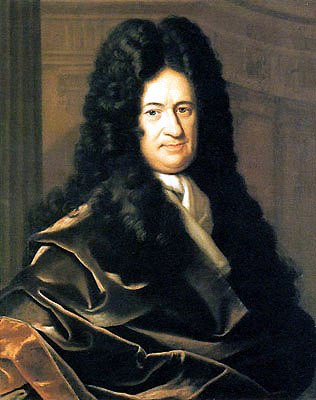
Gottfried Wilhelm von Leibniz (Kolem 1700)

Teodicea (z franc. théodicée, od řec. theos, Bůh, a dikaios, spravedlivý) znamená ospravedlnění Boha. Jde o starý problém filozofie a teologie a týká se přítomnosti zla ve světě. Klíčovou otázkou je, proč Bůh, pokud je všemohoucí a dobrý, dopouští zlo. Tímto tématem se zabývali již od starověku skeptici i agnostikové, na počátku novověku toto téma znovu otevřel Gottfried Wilhelm Leibniz, který také roku 1710 poprvé použil pojem teodicea.

## Problém
Problém existence zla se vyskytuje už v nejstarší známé literatuře, v Sumeru a v Egyptě. Podle Eposu o Gilgamešovi musí člověk zemřít, protože mu žárliví bohové udělili jen kousek života. Poněkud odlišný problém utrpení nevinného člověka je tématem biblické knihy Jób. Klasická formulace, pocházející od Davida Huma, říká: „Chce Bůh předejít zlu, ale nemůže? Pak je bezmocný. Může, ale nechce? Pak je zlovolný. Pokud může a chce, kde se bere zlo?“ Hume zde shrnuje obšírnější formulaci téže myšlenky, kterou zachoval starokřesťanský spisovatel Lactantius (kolem 300) a omylem připsal Epikurovi, ač patrně pochází od neznámého starověkého skeptika. Proto se problém někdy nazývá Epikurův paradox. Velmi podobnou úvahu napsal skeptik Sextus Empiricus (2. stol.).
Problém vzniká ze sporu mezi představou všemohoucího a dobrotivého Boha a na druhé straně zkušeností zla. Týká se tedy zejména monoteistických náboženství, zejména judaismu, křesťanství a islámu; netýká se systémů dualistických, které předpokládají, že svět vzniká zápasem dobrého a zlého božstva, a východních, které zahrnují pojem karma. Řada autorů, například Voltaire, v něm viděla a vidí zásadní logické vyvrácení náboženství. Jiní se snažili rozpor vyřešit, těmto pokusům se říká teodicea. Tak svatý Augustin zastával názor, že zlo je zdánlivé a ve skutečnosti je jen nedostatkem dobra. Jeho názor byl obecně přijímán – s výjimkou některých nominalistů – až do 17. století, kdy se opět začalo uvažovat o skutečnosti zla.
Ve 20. století se problémem zla zabývali mnozí význační myslitelé. Mezi ně patří například Nikolaj Berďajev, který problém zla nazval paradoxním a prohlásil o něm: „Není možné tento problém rozřešit ani ho převést do racionální roviny, protože v tom případě se okamžitě ztratí.“ Na Berďajejovu myšlenku nemožnosti řešení tohoto paradoxního problému reagoval později Martin Buber ve svém spisku „Obrazy dobra a zla“, který sepsal poté, co se problematikou zla zabýval ve svém dřívějším spisku „Gog a Magog“.

## Pokusy o řešení
Pokusy o řešení lze rozdělit do několika skupin:
- odmítnutí problému
- relativizace problému
- omezení Boží všemohoucnosti
- zpřesnění pojmu zla.

### Odmítnutí problému
Na několika místech Bible se podobné otázky odmítají s odkazem na to, že člověk nemůže proti svému Bohu a stvořiteli nic namítat. Tak říká spravedlivý Job: „To máme od Boha přijímat jenom dobro, kdežto věci zlé přijímat nebudeme?“Jb 2, 10 (Kral, ČEP). Pavel z Tarsu napsal: „Člověče, co vlastně jsi, že odmlouváš Bohu? Řekne snad výtvor svému tvůrci: Proč jsi mě udělal takto?“ Ř 9, 20 (Kral, ČEP). Rabbi Jannai v Mišně říká: „Není nám dáno vědět, proč se bezbožným vede dobře a spravedliví trpí.“ Podobně Immanuel Kant, protestantský teolog Karl Barth i katolický teolog Hans Küng.

### Relativizace problému
Problém zla lze různým způsobem relativizovat. Tak podle jiných míst Bible slouží i zlo k uskutečnění Božího plánu se světem (například Iz 45, 7 (Kral, ČEP); Př 16, 4 (Kral, ČEP)). Zlo se často chápe jako zkouška (Job), případně trest. V pozdějším judaismu se argumentuje tím, že Bůh nejprve stvořil různé světy „na zkoušku“ a jejich pozůstatkem je zlo. Podobně hovoří Hegel o „práci záporna“, bez níž by se světový Duch nemohl vyvíjet.

### Omezení Boží všemohoucnosti
Boží všemohoucnost je výrazně omezena svobodou, kterou člověku dal a respektuje až po možnost lidské vzpoury. Zlo je důsledkem pádu člověka, prvotního hříchu, jímž se člověk od Boha odvrátil. Někteří protestantští teologové, například Dietrich Bonhoeffer, pod dojmem hrůz války a holocaustu dokonce soudili, že Bůh je v tomto smyslu bezmocný, že „nemá jiné ruce než ty naše“ (D. Sölle).

### Zpřesnění pojmu zla
Leibniz ve svém eseji „O teodiceji, o Boží dobrotě, lidské svobodě a původu zla“ rozlišil tři kategorie zla:
1. metafyzické zlo – nezbytný rozdíl mezi Bohem a člověkem;
2. fyzické zlo – nástroj zdokonalování člověka, neboť odstrašuje od škodlivého a vede k prospěšnému;
3. mravní zlo – hřích, který od Boha odvádí.

Leibniz postřehl, že ve většině logických argumentací – včetně současných – se představa zla přijímá „antropocentricky“: například tělesná bolest je sice nepříjemná, je to ale také varování, pro něž je tělo vybaveno zvláštním nervovým aparátem. Také smrt a smrtelnost je součástí celkové „strategie“ živého, které trvá jen tak, že se obnovuje – rodí a hyne. Část zla je přitom způsobená člověkem, zneužitím jeho svobody – vraždy a války, lhostejnost, zbabělost a bezohlednost, lež a podvod.